# Ritorno dei contadini dai campi
Il Ritorno dei contadini dai campi è un dipinto a olio su tavola (121x194 cm) di Peter Paul Rubens, databile al 1640 circa e conservato nella Galleria Palatina a Firenze.

## Storia
L'opera ha formato sin dall'antico un pendant con Ulisse nell'isola dei Feaci. Entrambe le tavole erano nelle raccolte del duca di Richelieu nel 1677 e, passate nel frattempo nelle collezioni asburgiche, arrivarono a Firenze nel 1765 per iniziativa dei Lorena. Vennero portate a Parigi dai commissari francesi tra il marzo e l'aprile 1799, restando in Francia fino al 1815. Anche nel rapporto che Canova e Karcher stilarono durante le restituzioni esse sono trattate insieme.
La datazione dell'opera ha subito vari oscillazioni, entro il 1620 e il 1635, anno in cui venne replicata da un seguace che datò e firmò la sua copia. Le ipotesi più convincenti si inseriscono comunque verso i primi anni trenta.
Alcuni riferiscono il Ritorno al 1632-1634, magari opera di collaborazione con Lucas van Uden, altri alla fase estrema della produzione di Rubens, il 1640. Per il carretto l'artista riutilizzò due disegni preparatori antecedenti, uno con mietitore sulla destra (Chatsworth, collezioni del duca di Devonshire), una con due carri (Berlino, Kupferstichkabinett, n. 3237). Esiste inoltre un parallelismo tra la seconda figura a destra il disegno di contadina che si dirige a sinistra nel Gabinetto dei Disegni e delle Stampe degli Uffizi, mentre i cinque personaggi a destra in un disegno all'Albertina sono piuttosto copia da Rubens, che disegno preparatorio.

## Descrizione e stile
Protagonista del dipinto è il paesaggio, con la scena bucolica che appare come un semplice pretesto alla rappresentazione. La composizione si svolge con un punto di vista alto che permette di godere della veduta a volo d'uccello, su una campagna punteggiata di alberi con un orizzonte che cade più o meno a metà del dipinto. Vari personaggi, in piccola scala, precisano il momento della rappresentazione, secondo lo stile della pittura di genere inaugurata da Pieter Brueghel il Vecchio. Si tratta di una serie di contadini che rientrano dopo il lavoro nei campi, compreso un carro con uomo a cavallo che sembra spingere un gregge di pecore lungo la strada. Tra le due donne che portano le balle di fieno e i montoni è visibile un pentimento d'artista.
In tutta probabilità si tratta di un paesaggio ispirato ai dintorni di Malines, interpretato con una visione serena della natura, inondata dalla luce dorata del tramonto. Di ampio respiro è il cielo, solcato da nubi che danno un effetto dinamico, riprendendo le linee diagonali che si osservano anche nella metà inferiore.